# Alejandro Venegas
Alejandro Venegas Carús (Melipilla, 29 de mayo de 1870 - Maipú, 1922) fue un profesor y escritor chileno también conocido por su seudónimo Dr. J. Valdés Cange. Nacido en una familia de comerciantes, estudió en el Instituto Nacional y luego entró al recién fundado Instituto Pedagógico de Santiago, en el cual se titula de profesor de francés. En su generación compartió con personajes de la talla de Enrique Molina Garmendia y Tancredo Pinochet, entre otros.
Una vez licenciado, Venegas se dedicó a realizar su labor docente en diferentes lugares de Chile. Durante este tiempo, se afilió a la masonería y examinó la realidad del país, la cual era muy distinta a la visión triunfalista que se tenía sobre entonces. Asimismo, participó activamente en sociedades literarias y de instrucción.
Sus observaciones fueron recogidas en dos obras: primero fueron las Cartas a Pedro Montt, en las cuales se dirige al presidente de ese entonces exponiéndole los graves problemas que vivía el país. Sin embargo, su obra más conocida es  Sinceridad: Chile Íntimo en 1910 , que se transformó en una de las obras principales de la llamada  Crisis del Centenario .
En este libro, Venegas adopta el seudónimo de Julio Valdés Cange, y escribe dirigiéndose al entonces candidato presidencial Ramón Barros Luco acerca de los problemas que aquejan al país. También denuncia que la inconvertibilidad de la moneda (curso forzoso) es la razón principal de la ruina del país, que se han creado intereses alrededor de este sistema y que hay una desmedida imitación de las costumbres europeas, entre otros.
La sociedad chilena, y en especial la clase dirigente, reaccionó duramente contra este libro, más aún cuando se estaba en plena celebración del Centenario del país. Venegas, para evitar la persecución, deja su trabajo y abandona la labor docente. Viviría el resto de sus días dedicado al comercio.

## Obras
- Cartas al Presidente Pedro Montt (1909)
- Sinceridad, Chile Íntimo en 1910 (1910)
- Estudios y Recuerdos, recopilación de Enrique Molina (?)